# Cyathea vandeusenii
Cyathea vandeusenii är en ormbunkeart som beskrevs av Holtt. Cyathea vandeusenii ingår i släktet Cyathea och familjen Cyatheaceae. Inga underarter finns listade.